# Gert-Jan Mol
Gerardus Johannes (Gert-Jan) Mol (Nijmegen, 4 juni 1919 – 7 juli 1994) was een Nederlands politicus van de KVP.
Hij werd geboren als zoon van Johannes Henricus Maria Mol (1884-1952, wijnhandelaar) en Adèle Justine Johanna van Essen (*1888). In 1943 lukte het hem, na een tocht van acht maanden, om via Spanje en Gibraltar in Engeland aan te komen. Hij was daar werkzaam als officier bij de inlichtingendienst waarna hij bij de RAF begon aan een opleiding tot navigator. Na de Duitse capitulatie in 1945 keerde hij terug naar Nederland en in oktober van dat jaar vertrok hij naar Nederlands-Indië waar hij ging werken bij de Netherlands Indies Civil Administration (NICA). Begin 1948 ging hij rechten studeren aan de Rijksuniversiteit Utrecht waar hij in 1951 afstudeerde. Later dat jaar werd hij volontair bij de gemeente Born alwaar hij rond 1953 in dienst kwam als ambtenaar. In december 1955 werd Mol de burgemeester van Nieuw-Vossemeer en vanaf augustus 1961 was hij de burgemeester van Boxmeer. Na conflicten ging hij in de zomer van 1969 met ziekteverlof waarop J.P. Schreven, de voormalig burgemeester van Veghel, daar benoemd werd als waarnemend burgemeester. In 1971 werd Mol ontslag verleend en midden 1994 overleed hij op 75-jarige leeftijd.